# Edge of Thorns (Band)
Edge of Thorns ist eine Power-Metal-Band aus der Umgebung Bitburg/Trier.

## Geschichte
Die aktuelle Besetzung der 1996 gegründeten Band besteht aus den Gründungsmitgliedern Sänger Dirk Schmitt und Schlagzeuger Johannes Schütz, dem Gitarrenduett Dave Brixius und Raphael Gambuto sowie seit 2019 Vincent Niclou am Bass. Die anfänglich düsteren Metalklänge erhielten durch einige Besetzungswechsel im Laufe der mittlerweile 10-jährigen Bandgeschichte ihre heutige melodisch-rockige Note. Nach einigen Demos und EPs wurde das erste Album Ravenland 2003 veröffentlicht. Das Anfang 2006 fertiggestellte zweite Album Masquerading of the Wicked, bei dem u. a. Piet Sielk (Iron Savior) und Bernd Aufermann (Ex-Angel Dust, Running Wild) als Gastmusiker mitwirken, erschien nach mehreren Verschiebungen am 2. November 2007.

## Diskografie
- 1998: Transitoriness (Demo, Selbstverlag)
- 2000: Riders of the Storm (Demo, Selbstverlag)
- 2002: Carpe Diem (Promo, Selbstverlag)
- 2003: Ravenland (Album, Twilight Zone Records)
- 2007: Masquerading of the Wicked (Album, Twilight Zone Records)
- 2014: Insomnia (Album, Killer Metal Records)